# Kumagai Taizō

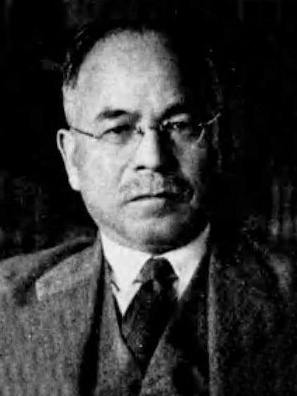
Kumagai Taizō

Kumagai Taizō (japanisch 熊谷 岱蔵; geboren 19. Juli 1880 in der Präfektur Nagano; gestorben 19. Februar 1962) war ein japanischer Mediziner.

## Leben und Wirken
Kumagai Taizō machte 1906 seinen Abschluss an der Universität Tōkyō im Fach Medizin. Er wurde Lektor unter dem Mediziner Aoyama Tanemichi (1859–1917). Von 1908 bis 1913 besuchte er zur Weiterbildung die USA und Deutschland.
Nach seiner Rückkehr wurde Kumagai Professor an einer Medizinischen Sonderabteilung der Universität Tōhoku, 1915 dann Professor der Fakultät für Medizin. 1940 übernahm er die Präsidentschaft der Universität, 1941 wurde er erster Direktor des neu eingerichteten Instituts zur Erforschung säurefester Bakterien.
Kumagai befasste sich ausgiebig mit der Erforschung und Heilung der Tuberkulose. Er schlug u. a. Isoniazid und Streptomycin als Heilmittel vor und führte klinische als auch pathohistologische Untersuchungen dazu durch. Er befasste sich auch mit der Isolierung von Insulin. Er verfasste ein Werk zur „Pneumothoraxbehandlung“ (人工気胸療法, Jinkō kikyō ryōhō), zu einer Methode, die heute nicht mehr angewandt wird.
1952 wurde Kumagai als Person mit besonderen kulturellen Verdiensten geehrt und im selben Jahr mit dem Kulturorden ausgezeichnet.